# 버튼

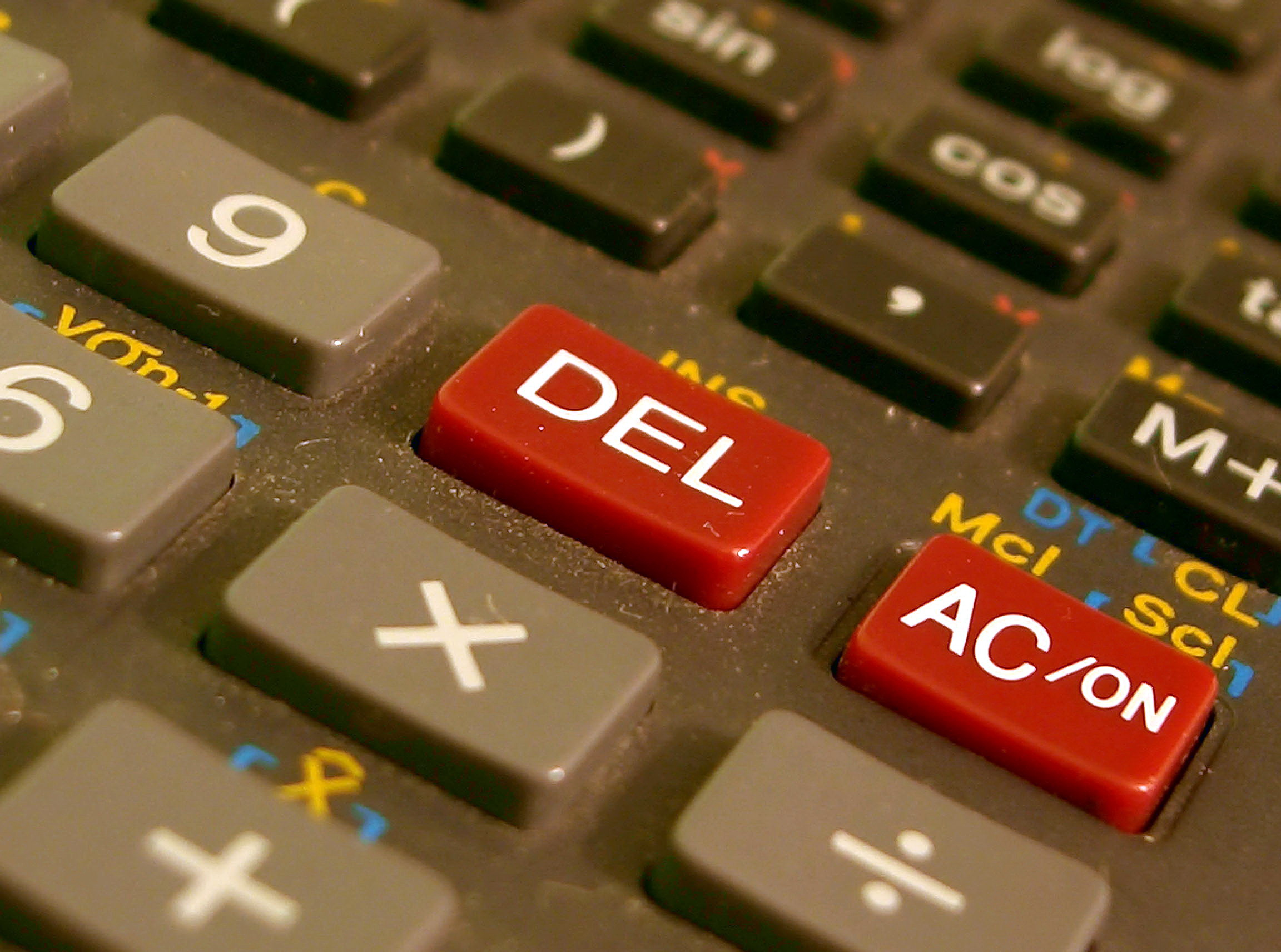
계산기의 버튼.

버튼(button) 또는 누름쇠는 눌러서 기계나 공정의 특정 부분을 제어할 수 있도록 한 스위치의 일종이다. 버튼은 일반적으로 플라스틱이나 금속 등의 딱딱한 물질로 구성되어 있다. 쉽게 누를 수 있도록 표면은 보통 평평하거나 사람의 손가락 또는 손을 편하게 받아들일 수 있는 모양으로 되어 있다. 버튼은 대부분 바이어스된 스위치이지만, 바이어스되지 않은 많은 버튼(물리적 특성상)은 눌리지 않은 상태로 돌아가기 위해 여전히 용수철이 필요하다.
버튼을 '누르는' 행위에는 프레스, 디프레스, 매시, 슬랩, 히트, 펀치 등의 용어가 사용된다.

## 용도

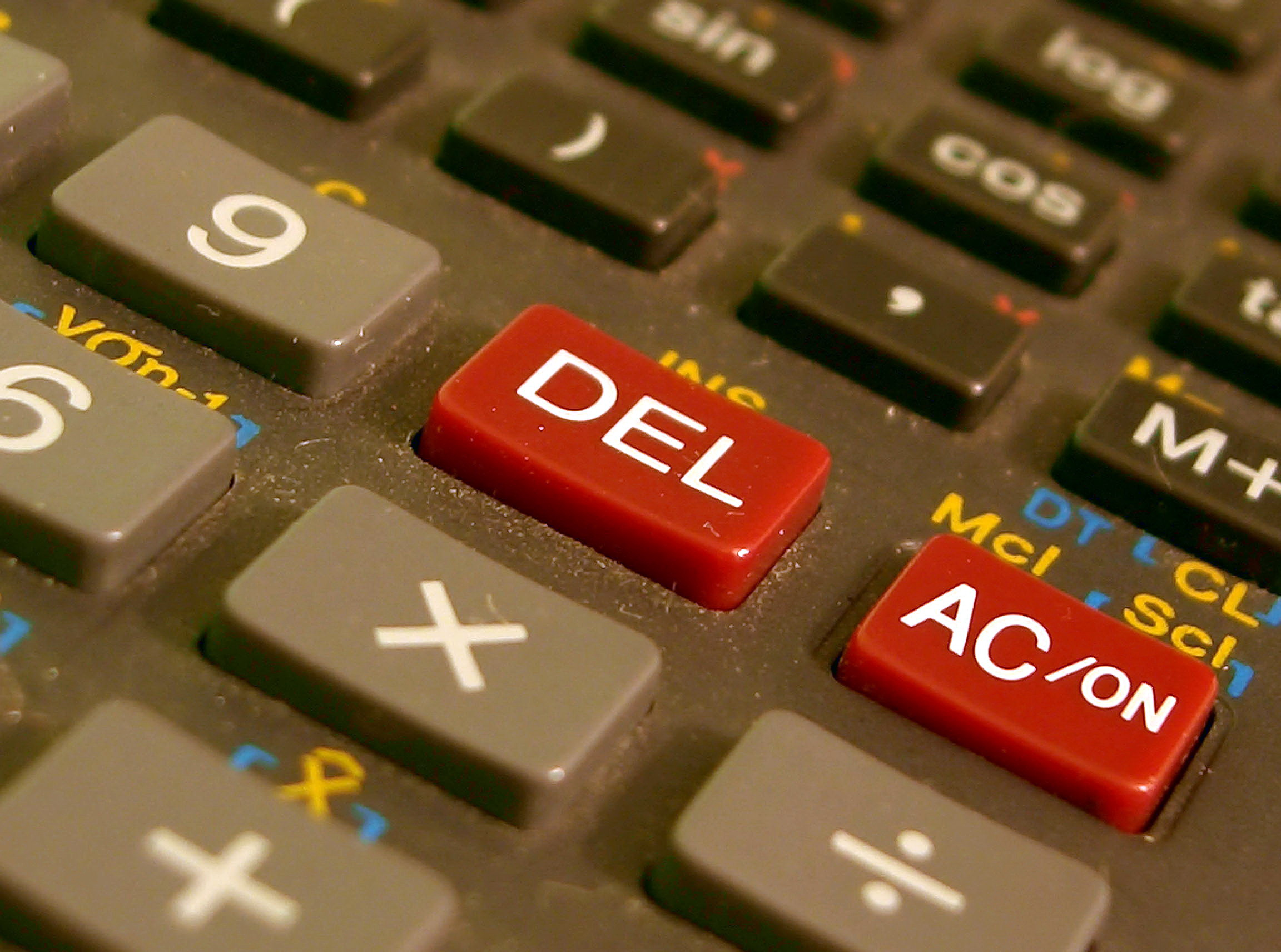
휴대용 계산기의 버튼

"푸시 버튼"은 계산기, 푸시 버튼 전화기, 주방 가전제품 및 기타 다양한 기계 및 전자 장치, 가정용 및 상업용으로 활용되어 왔다.
산업 및 상업용 애플리케이션에서 푸시 버튼은 기계적 연결로 함께 연결될 수 있어 하나의 버튼을 누르는 행위가 다른 버튼을 해제하게 할 수 있다. 이런 방식으로 정지 버튼이 시작 버튼을 강제로 해제할 수 있다. 이 연결 방식은 기계나 공정에 제어용 전기 회로가 없는 간단한 수동 조작에 사용된다.
빨간색 푸시 버튼은 기계를 쉽게 작동시키고 정지시키기 위해 큰 머리(버섯 머리라고 불림)를 가질 수 있다. 이 버튼은 비상 정지 버튼이라고 불리며, 안전성 향상을 위해 많은 관할권에서 전기 규정에 의해 의무화되어 있다. 이 큰 버섯 모양은 작업 시 장갑을 착용해야 하고 일반적인 매립형 푸시 버튼을 작동시킬 수 없는 작업자가 사용하는 버튼에서도 발견될 수 있다.

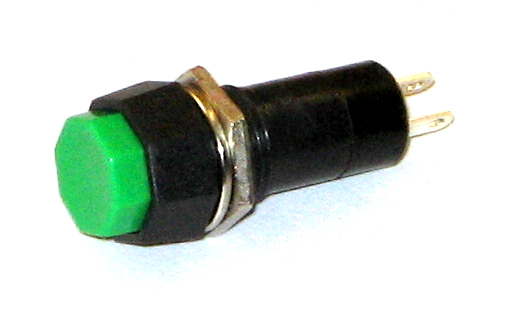
팔각형 모양의 버튼

산업 또는 상업용 애플리케이션에서 작업자 및 최종 사용자를 돕기 위해, 일반적으로 파일럿 램프가 추가되어 사용자의 주의를 끌고 버튼이 눌렸는지에 대한 피드백을 제공한다. 일반적으로 이 램프는 푸시 버튼의 중앙에 포함되며, 렌즈가 푸시 버튼의 딱딱한 중앙 디스크를 대체한다. 램프를 비추는 에너지원은 푸시 버튼 뒤의 접점에 직접 연결되는 것이 아니라 푸시 버튼이 제어하는 동작에 연결된다. 이런 방식으로 시작 버튼이 눌러지면 공정이나 기계 작동이 시작되고, 작동이나 공정에 설계된 보조 접점이 닫혀 파일럿 램프를 켜서 버튼을 누르는 행위가 결과적인 공정이나 동작을 시작하게 했음을 알린다.
작업자가 에러로 잘못된 버튼을 누르는 것을 방지하기 위해, 푸시 버튼은 종종 기능과 연관되도록 색깔로 구분된다. 일반적으로 사용되는 색상은 기계나 공정을 멈추는 데는 빨간색, 시작하는 데는 녹색이다.
대중문화에서 "버튼"(BUTTON)이라는 표현은 군사 또는 정부 지도자가 핵무기를 발사하기 위해 누를 수 있는 (대개 가상의) 버튼을 의미한다.

### 스크램 및 스크램블 스위치
화재 경보기 스위치와 유사하게, 일부 큰 빨간색 버튼은 비상 상황에 대비하여 깜박이는 불빛과 사이렌과 같은 적절한 시각 및 청각 경고와 함께 배치될 때 "스크램 스위치"(속어 "스크램", "어서 나가"에서 유래)로 알려져 있다. 일반적으로 이러한 버튼은 일반적인 화재 경보기를 넘어선 대규모 기능, 예를 들어 자동 종료 절차, 전체 시설 전력 차단, 할론 방출과 같은 화재 진압 등과 연결된다.
이것의 변형은 긴급 인력을 미리 출동시켜 재난에 대처하도록 경보를 발동하는 스크램블 스위치이다. 공군 기지의 공습 사이렌은 전투기 조종사에게 경보를 발하고 기지를 방어하기 위해 비행기로 "스크램블"하게 하는 행동을 시작한다.

## 역사
푸시 버튼은 19세기 후반, 늦어도 1880년경에 발명되었다. 그 이름은 옷에 사용하는 단추의 종류에서 유래한 것이 아니라 프랑스어 bouton (튀어나온 것)에서 왔다. 초기 대중의 반응은 호기심과 두려움이 뒤섞여 있었는데, 이는 당시 비교적 신기술이었던 전기에 대한 광범위한 두려움 때문이기도 했다.

## 같이 보기
- 사건 기반 프로그래밍
- 버튼 아코디언
- 버튼 (컴퓨팅)
- 키보드 (컴퓨팅)
- 패닉 버튼
- 플라시보 버튼
- 푸시 버튼 전화기
- 리셋 버튼
- 셔터 버튼
- 터보 버튼

## 더 읽어보기
- Rachel Plotnick, Power Button: A History of Pleasure, Panic and the Politics of Pushing, MIT Press, 2018, ISBN 9780262038232, reviewed in David Trotter, "Making doorbells ring", 런던 리뷰 오브 북스 22 November 2018